# Shabeellaha Dhexe
Shabeellaha Dhexe (arab. ‏شبيلي الوسطى‎) – region administracyjny w Somalii, w południowej części kraju, którego stolicą jest miasto Jawhar. W 2014 roku liczył ok. 516 tys. mieszkańców.

## Położenie
Shabeellaha Dhexe graniczy z:
- Galguduud od północnego wschodu
- Hiiraan od północnego wschodu
- Shabeellaha Hoose od zachodu
- Banaadir od południowego zachodu

Region leży nad Oceanem Indyjskim, którego wody opływają go od południowego wschodu. Przepływa przez niego rzeka Uebi Szebelie.

## Dystrykty
Region podzielony jest na cztery dystrykty:
- Cadale
- Aadan Yabaal
- Balcad
- Jawhar